# Света Параскева (Палеохори)
Вижте пояснителната страница за други значения на Света Параскева.
„Света Параскева“ (на гръцки: Αγίας Παρασκευής) е възрожденска православна църква, енорийски храм на гревенското село Палеохори, Егейска Македония, Гърция, част от Гревенската епархия на Вселенската патриаршия.
Църквата е издигната в 1873 година според релефните надписи в апсидата. Представлява внушителна трикорабна базилика с женска църква и с портик на запад и с размери 20,50 m дължина, 11 m ширина и 7 m височина. На юг има трем, а на север независима камбанария, изградена от правоъгълни камъни в 1897 година. Покривът има засеки на запад и изток. Ъглите, апсидата и рамките на отворите са украсени с по-големи и по-добре обработени камъни. Апсидата има шест пиластри, които образуват плитки ниши и над тях има каменен релеф.
Храмът има ценни вътрешни и външни – около южния вход – възрожденски стенописи от 1874 година и иконостас от 1875 година. Според едни сведения стенописите са дело на зограф Христодулос Йоану от Сятища, а според други на зограф Василиос от Востина. Таваните на страничните кораби са дъсчени, а този на централния таблен, украсен с розети. Иконостасът е от 1875 година, резбован и изписан с растителна декорация. Иконите на него са от 1874 година.
През 60-те и 70-те години на XX век женската църква и южната част на трема са реконструирани със съвременни материали. В 1995 година храмът пострадва от Гревенското земетресение – рухват горните части на източната и южната стена. Възстановителните работи по него завършват в 2001 година.
В 1995 година църквата е обявена за защитен паметник.